# Margaret Maltby

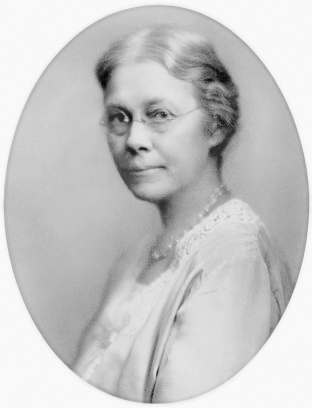
Margaret Eliza Maltby

Margaret Eliza Maltby (* 10. Dezember 1860 in Bristolville, Ohio, USA; † 3. Mai 1944 in New York City) war eine US-amerikanische physikalische Chemikerin und Frauenrechtlerin.

## Leben
Margaret Maltby war die Tochter des Gutsbesitzers Edmund Maltby und von Lydia J. Maltby, geborenen Brockway. Nach der Schule studierte sie am Oberlin College in Ohio, wo sie 1882 ihren Bachelor of Arts machte. Anschließend studierte sie Naturwissenschaften am Massachusetts Institute of Technology in Boston und schloss dort 1891 mit dem Bachelor of Science ab. In dieser Zeit unterrichtete sie an Schulen in Ohio und Massachusetts.
Um ihre physikalische Forschungsarbeit fortzusetzen, entschloss sie sich, nach Deutschland zu gehen, wo sie ab 1893 bei Eduard Riecke und Walther Hermann Nernst an der Universität in Göttingen arbeitete. 1895 erlangte sie als erste Frau die Doktorwürde der Universität Göttingen mit einer Dissertation über die Methode zur Bestimmung grosser elektrolytischer Widerstände. Anschließend zog Maltby weiter nach Berlin, wo sie die wissenschaftliche Assistentin von Friedrich Wilhelm Kohlrausch an der Physikalisch-Technische Reichsanstalt in Berlin-Charlottenburg wurde.
1900 kehrte sie in die USA zurück und begann ihre Lehrtätigkeit am Barnard College der Columbia University, einem College ausschließlich für Frauen. Ihre Lehrtätigkeit am Barnard College währte 31 Jahre. 1903 wurde sie außerordentliche Professorin, 1910 Juniorprofessorin und 1913 ordentliche Professorin und Vorsitzende des Fachbereichs Physik. Ihre administrative Arbeit am College ließ ihr zunehmend weniger Zeit für ihre wissenschaftliche Forschung. 1931 beendete sie ihre Lehrtätigkeit. Sie starb 1944.
Margaret Maltby war leidenschaftliche Frauenrechtlerin und engagierte sich zeitlebens für die Gleichstellung der Frau in Studium und Beruf, vor allem im naturwissenschaftlichen Bereich. Sie ermunterte ihre Studentinnen, sich nicht entweder für das Studium oder für die Familie zu entscheiden, sondern möglichst beides miteinander zu verbinden. Als langjähriges Führungsmitglied der American Association of University Women versuchte sie auch auf politischer Ebene, ihren Anliegen Gehör zu verschaffen. In dieser Funktion rief sie 1926 ein Stipendiumsprogramm für studierende Frauen ins Leben.

## Publikationen
- Methode zur Bestimmung grosser elektrolytischer Widerstände, (Doktorarbeit), Göttingen, 1895
- A Few Points of Comparison between German and American Universities, New York, 1896
- Methode zur Bestimmung der Periode electrischer Schwingungen, Berlin, 1897
- Das elektrische Leitvermögen wässriger Lösungen von Alkali-Chloriden und Nitraten, (mit F. Kohlrausch), Berlin, 1899
- The Relation of Physics and Chemistry to the College Science Courses, New York, 1915
- History of Fellowships Awarded by the American Association of University Women, 1888-1929, New York, 1929.